# 座頭市物語
『座頭市物語』（ざとういちものがたり）は、1962年の日本映画。勝新太郎の代表作、座頭市シリーズの第1作。

## 概要
子母沢寛の随筆集『ふところ手帖』に収録されているわずか数ページの短編「座頭市物語」を元に、浪曲「天保水滸伝」の題材として知られる侠客の抗争とその登場人物「平手の造酒（みき）」にからめ、ストーリー・キャラクター共々原作からは大きく離れたほぼオリジナルの作品になっている。主演の勝新太郎は1954年（昭和29年）の大映入社から白塗りの二枚目ばかりを演じてきたが全く芽が出ずにいたが、1960年（昭和35年）の『不知火検校』でそれまでにないダーク・ヒーローを演じ新境地を開いた。
続く1961年（昭和36年）には『悪名』が公開されており、『不知火検校』のスマッシュヒットを受けて発展させた1962年（昭和37年）の本作、そして1965年（昭和40年）には『兵隊やくざ』と次々にヒットを飛ばして勝新三大シリーズが開幕したが、なかでも特に座頭市は勝新太郎を象徴するキャラクターとなっていった。

## あらすじ
盲目でありながら居合いの達人であるヤクザの市は、下総飯岡の貸元・助五郎のもとに草鞋を脱いだ。助五郎は留守だったため雑魚部屋に通された市は、丁半博打で彼を騙そうとする飯岡の子分衆から逆に金を巻き上げる。飯岡一家に見切りをつけて出立しようとした市を殺そうと子分衆の一人・蓼吉が追うが、ちょうどそこに親分・助五郎が帰ってきた。助五郎は、笹川の繁造一家と対立中であり、かつて市の居合いを間近で見たこともあって市に長逗留を勧める。市の身の回りの世話には蓼吉が言いつけられた。
ある日、一人で釣りに出かけた市は、繁造一家の用心棒で労咳病みの浪人・平手造酒と出会う。対立する組にそれぞれ縁のある2人だが、互いに不思議な友情を感じあうのだった。
父親と小さな小料理屋を営むおたねは蓼吉の妹だが、別れた蓼吉の兄貴分にしつこく言い寄られ、難儀していたところを市に助けられる。他のヤクザと違う市のやさしさに触れたおたねは、市に好意を抱く。
数日後、笹川の用心棒・平手が喀血し倒れたことを知った助五郎は繁造一家への喧嘩の準備を始める。助五郎の狡猾さに嫌気がさしていた市は、この出入りに関わるつもりはなく、飯岡から出て行く。ちょうどその頃、病に臥せる平手のもとを繁造が訪れる。「用心棒の平手が倒れた今、飯岡側の座頭市を斬れる者がいない。市を斃すために鉄砲を使う」それを聞いた平手は無理を押して起つ。「俺が起きる代わりに、鉄砲は使うな」
ついに飯岡・笹川の出入りが始まる。平手が病を押して加わっていることを聞いた市は、おたねの制止を振り切ってその場に向かう。修羅の如く闘う余命いくばくもない平手は、市との一対一の剣の勝負を望んでいた。

## スタッフ

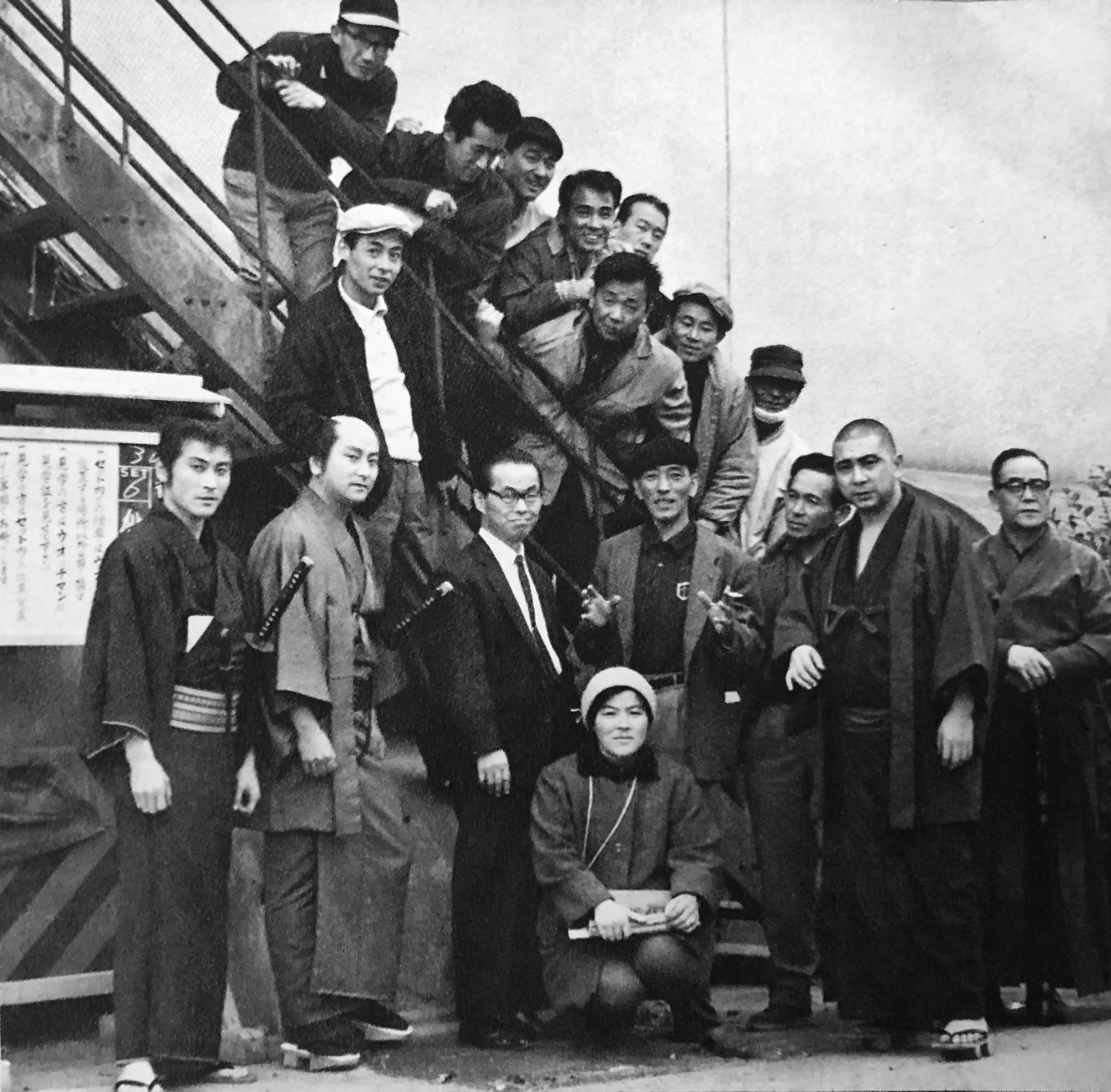
スタッフ、キャスト

- 企画:久保寺生郎
- 原作:子母沢寛
- 脚本:犬塚稔
- 監督:三隅研次
- 撮影:牧浦地志
- 録音:大谷巌
- 美術:内藤昭
- 照明:加藤博也
- 音楽:伊福部昭
- 編集:菅沼完二
- 装置:梶谷和男
- 擬斗:宮内昌平
- 邦楽:中本敏生
- スチール:松浦康雄
- 助監督:国原俊明
- 製作主任:田辺満

## 出演
- 座頭市：勝新太郎
- 平手造酒：天知茂
- おたね：万里昌代
- 飯岡助五郎：柳永二郎
- 笹川繁造：島田竜三
- 松岸の半次：三田村元
- 飯岡の乾分・猪助：中村豊
- 飯岡の乾分・蓼吉：南道郎
- 飯岡の乾分・政吉：千葉敏郎
- 飯岡の乾分・清助：守田学
- 飯岡の乾分・安七：浜田雄史
- 飯岡の乾分・為造：西岡弘善
- 飯岡の乾分・音七：細谷新吾
- 飯岡の乾分・羽子造：馬場勝義
- 飯岡の乾分・磯次：結城要
- 笹川の乾分・与五郎：舟木洋一
- 笹川の乾分・茂吉：市川謹也
- 笹川の乾分・利兵衛：尾上栄五郎
- 笹川の乾分・金治：堀北幸夫
- 笹川の乾分・大八：福井隆次
- 笹川の乾分・伊七：千石泰三
- 笹川の乾分・友蔵：谷口昇
- 笹川の飯炊・お兼：小林加奈枝
- 半次の女房・お芳：真城千都世
- 繁造の女房・お豊：毛利郁子
- 蓼吉の父親・弥平：山路義人
- 西光寺住職・瑞念：長岡三郎